# Olympische Sommerspiele 1972/Schwimmen – 1500 m Freistil (Männer)
Der Schwimmwettkampf über 1500 Meter Freistil der Männer bei den Olympischen Spielen 1972 in München wurde vom 3. bis 4. September ausgetragen.

## Ergebnisse

### Vorläufe
Die acht schnellsten Schwimmer aus allen Vorläufen qualifizierten sich für das Finale.

#### Vorlauf 1
| Rang | Athlet              | Nation         | Zeit (min) | Anm. |
| ---- | ------------------- | -------------- | ---------- | ---- |
| 1    | Hans Fassnacht      | BR Deutschland | 16:34,63   |      |
| 2    | Peter Rosenkranz    | BR Deutschland | 16:58,26   |      |
| 3    | François Deley      | Belgien        | 17:06,09   |      |
| 4    | James Carter        | Großbritannien | 17:16,01   |      |
| 5    | Sergio Irredento    | Italien        | 17:19,45   |      |
| 6    | Friðrik Guðmundsson | Island         | 17:32,47   |      |
| 7    | Edwin Borja         | Philippinen    | 18:12,17   |      |

#### Vorlauf 2
| Rang | Athlet           | Nation      | Zeit (min) | Anm. |
| ---- | ---------------- | ----------- | ---------- | ---- |
| 1    | Graham Windeatt  | Australien  | 15:59,63   | Q    |
| 2    | Guillermo García | Mexiko      | 16:29,48   | Q    |
| 3    | Anders Bellbring | Schweden    | 16:33,27   |      |
| 4    | Deane Buckboro   | Kanada      | 16:52,50   |      |
| 5    | Gerardo Vera     | Venezuela   | 17:10,33   |      |
| 6    | Gustavo González | Argentinien | 17:23,53   |      |

#### Vorlauf 3
| Rang | Athlet          | Nation             | Zeit (min) | Anm. |
| ---- | --------------- | ------------------ | ---------- | ---- |
| 1    | Mike Burton     | Vereinigte Staaten | 16:09,56   | Q    |
| 2    | Graham White    | Australien         | 16:19,63   | Q    |
| 3    | Brian Brinkley  | Großbritannien     | 16:54,39   |      |
| 4    | Alberto García  | Mexiko             | 17:05,68   |      |
| 5    | Jorge Jaramillo | Kolumbien          | 17:35,84   |      |
| 6    | Eugen Almer     | Rumänien           | 17:49,80   |      |

#### Vorlauf 4
| Rang | Athlet               | Nation             | Zeit (min) | Anm. |
| ---- | -------------------- | ------------------ | ---------- | ---- |
| 1    | Douglas Northway     | Vereinigte Staaten | 16:15,30   | Q    |
| 2    | Mark Treffers        | Neuseeland         | 16:23,86   | Q    |
| 3    | Dusan Grozaj         | BR Deutschland     | 16:44,59   |      |
| 4    | Vincenzo Finocchiaro | Italien            | 17:13,42   |      |
| 5    | Tomás Becerra        | Kolumbien          | 17:16,38   |      |
| 6    | Alfredo Machado      | Brasilien          | 17:20,34   |      |
| 7    | Guillermo Pacheco    | Peru               | 17:36,36   |      |
| 8    | Dae Imlani           | Philippinen        | 17:37,65   |      |

#### Vorlauf 5
| Rang | Athlet                    | Nation         | Zeit (min) | Anm. |
| ---- | ------------------------- | -------------- | ---------- | ---- |
| 1    | Brad Cooper               | Australien     | 16:11,41   | Q    |
| 2    | Bengt Gingsjö             | Schweden       | 16:26,67   | Q    |
| 3    | Klaus Dockhorn            | DDR            | 16:55,30   |      |
| 4    | Jo O-ryeon                | Südkorea       | 17:29,23   |      |
| 5    | Alexander Samsonow        | Sowjetunion    | 17:32,88   |      |
| 6    | Kamal Kenawi Ali Moustafa | Ägypten        | 17:40,37   |      |
| 7    | Neil Dexter               | Großbritannien | 17:42,83   |      |
| 8    | Brian Clifford            | Irland         | 18:09,28   |      |

#### Vorlauf 6
| Rang | Athlet                   | Nation             | Zeit (min) | Anm. |
| ---- | ------------------------ | ------------------ | ---------- | ---- |
| 1    | Ton van Klooster         | Niederlande        | 16:34,77   |      |
| 2    | Axel Freudenberg         | DDR                | 16:37,19   |      |
| 3    | Zoltán Verrasztó         | Ungarn             | 17:18,66   |      |
| 4    | Władysław Wojtakajtis    | Polen              | 17:23,47   |      |
| 5    | Christoph Kreienbühl     | Schweiz            | 17:27,67   |      |
| 6    | Csaba Sós                | Ungarn             | 17:43,97   |      |
|      | Dimitrios Theodoropoulos | Griechenland       | 16:17,61   | DSQ  |
|      | Rick DeMont              | Vereinigte Staaten | 18:15,90   | DSQ  |

### Finale
| Rang | Athlet           | Nation             | Zeit     | Anm. |
| ---- | ---------------- | ------------------ | -------- | ---- |
| 1    | Mike Burton      | Vereinigte Staaten | 15:52,58 | WR   |
| 2    | Graham Windeatt  | Australien         | 15:58,48 |      |
| 3    | Douglas Northway | Vereinigte Staaten | 16:09,25 |      |
| 4    | Bengt Gingsjö    | Schweden           | 16:16,01 |      |
| 5    | Graham White     | Australien         | 16:17,22 |      |
| 6    | Mark Treffers    | Neuseeland         | 16:18,84 |      |
| 7    | Brad Cooper      | Australien         | 16:30,49 |      |
| 8    | Guillermo García | Mexiko             | 16:36,03 |      |